# Rhinocypha viola
Rhinocypha viola är en trollsländeart som beskrevs av Orr 2002. Rhinocypha viola ingår i släktet Rhinocypha och familjen Chlorocyphidae. Inga underarter finns listade i Catalogue of Life.